# Adolf Lindfors
Adolf Valentin "Adi" Lindfors (Porvoo, Uusimaa, 8 de febrer de 1879 – Porvoo, 5 de maig de 1959) va ser un lluitador finlandès, especialista en lluita grecoromana, que va competir a començaments del segle xx.
Lindfors s'inicià en l'esport al tombant del segle xx. El 1903 i 1904 guanyà els títols nacionals d'aixecament de peses i el de lluita grecoromana el 1905, 1910 i 1913. Va ser segon al Campionats del món de 1911.
El 1912 va prendre part en els Jocs Olímpics d'Estocolm, on una lesió l'obligà a abandonar en sèries de la competició del pes pesant del programa de lluita grecoromana.
Vuit anys més tard, un cop finalitzada la Primera Guerra Mundial, va disputar els Jocs d'Anvers, on va guanyar la medalla d'or en la competició del pes pesant del programa de lluita grecoromana.
A banda de l'esport, Lindfors va fer d'actor en tres films muts finlandesos a començaments dels anys vint.